# Igreja do Sagrado Coração de Jesus (Picos)
A Igreja do Sagrado Coração de Jesus, também conhecida pelos moradores como Igrejinha, é um templo católico localizado no centro da cidade de Picos, Piauí.
Dedicada ao Sagrado Coração de Jesus, esta igreja é considerada a edificação mais antiga da cidade, erguida entre 1827 e 1830. É reconhecida por seu valor histórico e cultural, sendo um dos marcos do município piauiense.

## História
A Igrejinha do Sagrado Coração de Jesus, foi erguida entre os anos de 1827 e 1830 pelos portugueses Borges Leal e Borges Marinho.
Entre 1830 e 1970 a Igrejinha foi o único templo religioso da cidade de Picos, até a construção do primeiro templo da Igreja de Nossa Senhora dos Remédios, obra liderada pelo frei Ibiapino. Nesses 190 anos de existência, a Igrejinha já passou por reformas, ampliações e até esteve ameaçada de demolição, ação impedida pela comunidade local.